# Tanacetum kittaryanum
Tanacetum kittaryanum — вид рослин з роду пижмо (Tanacetum) й родини айстрових (Asteraceae).

## Опис
Напівкущик заввишки 6–35 см. Прикореневі листки 10–15 см, на довгих ніжках, довгасті, 2-перисторозділені, сіро-зелені, густо запушені; кінцеві сегменти лінійні, коротко загострені. Стеблові листки зменшені. Квіткових голів 1–6. Язичкові квітки жовті, 2–4 мм.

## Середовище проживання
Поширений у Казахстані, західному Сибіру, європейській частині Росії.